# Laëtitia Payet
Laëtitia Payet (ur. 2 października 1985) – francuska judoczka. Dwukrotna olimpijka. Zajęła dziewiąte miejsce w Londynie 2012 i Rio de Janeiro 2016. Walczyła w wadze ekstralekkiej.
Uczestniczka mistrzostw świata w 2010, 2011 i 2013. Zdobyła również trzy medale w drużynie. Startowała w Pucharze Świata w latach 2002, 2003, 2007, 2010, 2012, 2013 i 2015-2017. Brązowa medalistka mistrzostw Europy w 2011, 2012 i 2013. Pierwsza w drużynie w 2005. Trzecia na igrzyskach śródziemnomorskich w 2009, a także akademickich MŚ w 2006. Mistrzyni Francji w 2005, 2006, 2008 i 2009 roku.

## Letnie Igrzyska Olimpijskie 2012
| Konkurencja | Eliminacje            | Klas. końcowa |
| Konkurencja | Przeciwnik I          | Miejsce       |
| ----------- | --------------------- | ------------- |
| 48 kg       | Sarah Menezes (BRA) P | 9.            |

## Letnie Igrzyska Olimpijskie 2016
| Konkurencja | Eliminacje           | Eliminacje                   | Klas. końcowa |
| Konkurencja | Przeciwnik I         | Przeciwnik II                | Miejsce       |
| ----------- | -------------------- | ---------------------------- | ------------- |
| 48 kg       | Chloe Rayner (AUS) Z | Mönchbatyn Uranceceg (MGL) P | 9.            |